# Tridysderina
Genre
Tridysderina est un genre d'araignées aranéomorphes de la famille des Oonopidae.

## Distribution
Les espèces de ce genre sont endémiques d'Équateur.

## Liste des espèces
Selon World Spider Catalog (version 15.0, 2014) :
- Tridysderina archidona Platnick, Berniker & Bonaldo, 2013
- Tridysderina bellavista Platnick, Berniker & Bonaldo, 2013
- Tridysderina galeras Platnick, Berniker & Bonaldo, 2013
- Tridysderina jatun Platnick, Berniker & Bonaldo, 2013
- Tridysderina tena Platnick, Berniker & Bonaldo, 2013
- Tridysderina yasuni Platnick, Berniker & Bonaldo, 2013

## Publication originale
- Platnick, Berniker & Bonaldo, 2013 : The South American goblin spider genera Dysderina and Tridysderina (Araneae, Oonopidae). American Museum Novitates, no 3772, p. 1-52 (texte intégral).